# Лос Пинос
«Лос Пинос» (исп. Los Pinos) — официальная резиденция президента Мексиканских Соединённых Штатов. Расположена на холме Чапультепек в Мехико.
Построена в XIX веке под названием «Ранчо ла Ормига». В 1916 году приобретена государством. В 1934 году Ласаро Карденас решил перенести президентскую резиденцию из Чапультепекского дворца в «Лос Пинос». В 2000 году резиденция была открыта для посещения.